# مر نفر رع آي

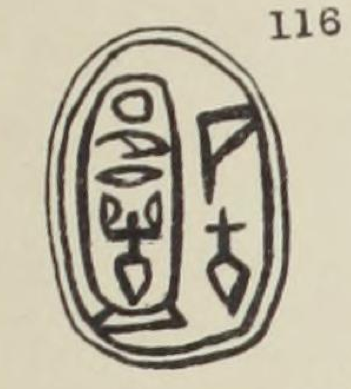
خرطوشة مر نفر رع اي

الملك مر نفر رع أي : أحد ملوك الأسرة الثالثة عشر. إمتدت مدة حكم الملك مر نفر رع ثلاثة وعشرين عاما وثمانية أشهر وثمانية عشر يوما طبقا لما ذكر في قائمة الملوك ببردية تورين مما يجعل فترة حكمه أطول فترة في الأسرة الثالثة عشر .
وقد عثر للملك مر نفر رع أي على العديد من الآثار معظمها من الجعارين وقد وجدت في مصر العليا والسفلى مما يدل على أن مصر في حكمه كانت ما تزال موحدة ولم يكن الهكسوس قد احتلوها بعد، ويبدو أن نهاية حكم هذا الفرعون تعتبر نهاية جزء من حكم هذه الأسرة.
عثر له على جعران في قفط وأخر في أبيدوس وأخر في أواريس وثان في تل بسطة واللشت كما توجد له جعارين محفوظة بمتحف برلين وعدد آخر من المتاحف.
كما عثر له على مقبرة هرمية الشكل في أواريس منقوش عليها اسمه، وعليها نقوش أهداء إلى الإله بتاح معبود ممفيس مما يجعل بعض العلماء يعتقدون أنه تم الأستيلاء على مقبرته من قبل ملوك الهكسوس لأن الإله بتاح معبود ممفيس وليس أواريس.